# Marne (Itàlia)
Marne, és una fracció del municipi de Filago, a la província de Bèrgam, regió de Llombardia, Itàlia, amb 250 habitants. La fracció era una municipalitat independent, tot i que a causa de la poca població, després de la Unificació italiana va ser absorbit per Filago.

## Personalitats marneses
- Mauricio Malvestiti, (1953) bisbe de Lodi

## Monuments i museus
- Església de Sant Bartomeu